# Христина Язідзіду
Христина Язідзіду  (грец. Χριστινα Γιαζιτζιδου, 12 жовтня 1989) — грецька веслувальниця, олімпійська медалістка.

## Виступи на Олімпіадах
| Олімпіада   | Дисципліна         | Місце |
| ----------- | ------------------ | ----- |
| Лондон 2012 | легка двійка парна | 3     |

## Зовнішні посилання
- Досьє на sport.references.com [Архівовано 11 листопада 2013 у Wayback Machine.]

1. ↑  Christina Giazitzidou